# Cartoon Network Studios

Cartoon Network Studios är en amerikansk animationstudio och en del i Time Warner-koncernen. Studion grundades 1994 som en del av Hanna-Barbera Productions, i syfte att producera nya tecknade serier till den då två år gamla kabel-TV-kanalen Cartoon Network. När Hanna-Barbera, efter William Hannas död, 2001 lades ned och gick upp i Warner Bros. Animation, ombildades Cartoon Network Studios till ett eget bolag.
Bland studions mest framgångsrika serier märks Camp Lazlo, Kurage, den hariga hunden, I Am Weasel, Cow and Chicken, Johnny Bravo, Dexters laboratorium Ben 10 och Powerpuffpinglorna, samt Star Wars - Clone Wars som man producerat tillsammans med George Lucas' Lucasfilm.
2002 släpptes studions hittills enda långfilm, Powerpuff Girls - filmen, en samproduktion med Warner Bros. Animation.